# Adelospondyli
Adelospondyli sind ein fossiles Taxon amphibienartiger Landwirbeltiere. Sie werden in die Gruppe der Hüllenwirbler (Lepospondyli) eingeordnet und lebten während des frühen Karbon bis in das frühe Perm in Europa und Nordamerika. Es wurden lediglich vier Gattungen aus dem oberen Unterkarbon von Schottland beschrieben.

## Merkmale
Sie hatten ein massives Schädeldach dessen Knochen auf charakteristische Art und Weise angeordnet waren. Die Bezahnung war ebenfalls charakteristisch. Die Augen saßen weit vorn. Der Rumpf war langgestreckt, mit mindestens 70 holospondylen (ein spulenförmiger Wirbelkörper, der aus einer einzigen Verknöcherung besteht) Wirbeln. Gliedmaßengürtel waren vorhanden.

## Gattungen
- Adelogyrinus
- Adelospondylus
- Dolichopareias
- Palaeomolgophis